# كأس سين هون 2014
كأس سين هون 2014 هو موسم من كأس سين هون. كان عدد الأندية المشاركة فيه 29، وفاز فيه National Police Commissary FC ‏.